# 出納閉鎖
出納閉鎖（すいとうへいさ）とは、地方公共団体の会計処理において、当該年度の歳計現金の移動を全て終了し、出納を完結させることをいう。

## 概要
官庁会計における会計年度は、原則として当年の4月1日から翌年の3月31日までの期間であるが、地方自治法の規定に基づき出納整理期間（翌年の4月1日から5月31日までの期間）が認められている。
出納整理期間は、前会計年度中に確定した歳入の調定及び支出負担行為について、未収及び未払いとなっている現金の出納上の整理を行うものである。この期間に、新たに前年度分の調定及び支出負担行為を立てることは認められていない。